# Pionýr (námořní loď)
Pionýr byla nejmenší československá námořní loď, jež byla původně určena pro plavby po Černém a Středozemním moři. Byla postavena v Bulharsku, v loděnici u města Varna, a v letech 1960–1969 se stala součástí flotily společnosti Československá námořní plavba.

## Historie lodě

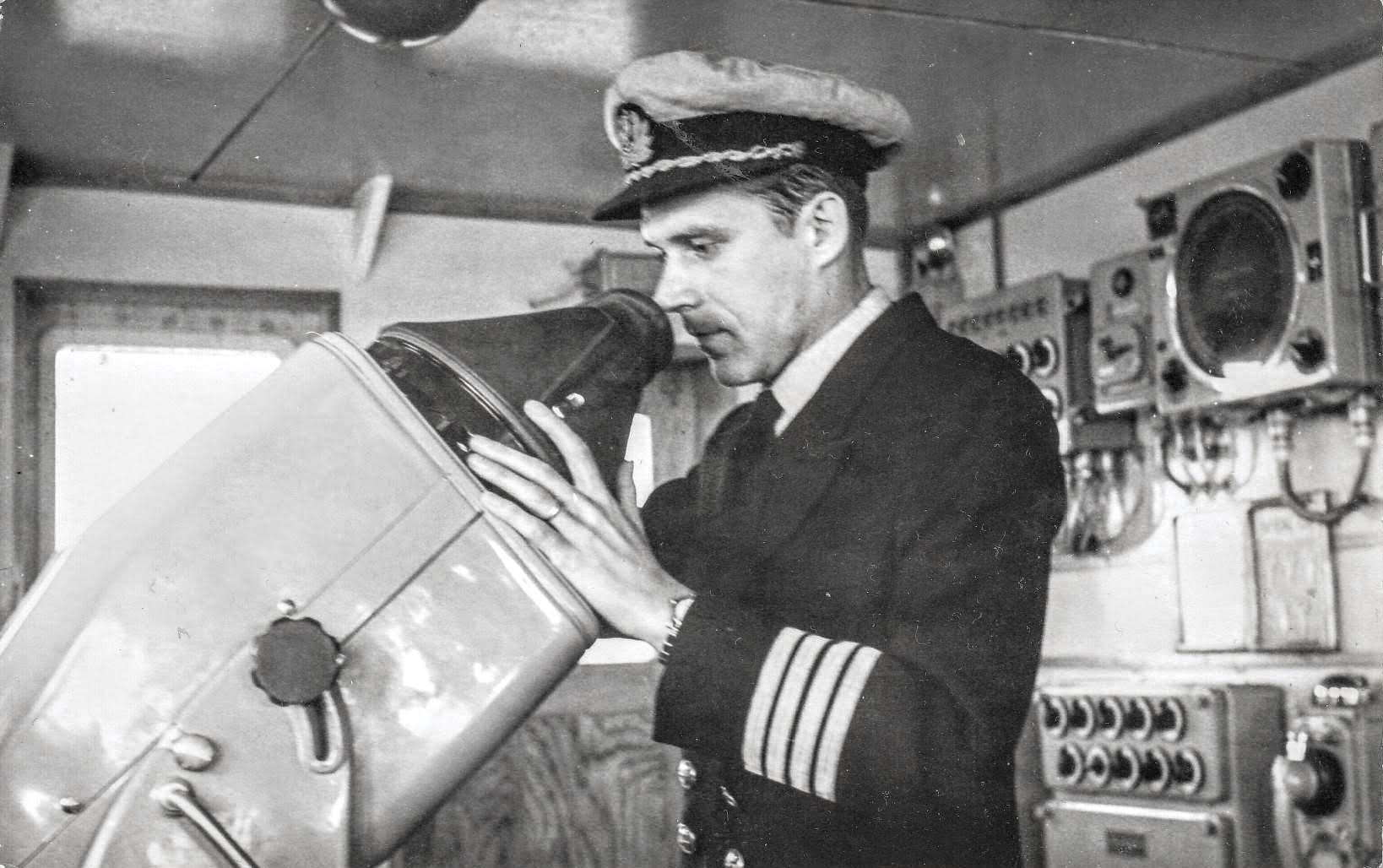
Kapitán Radomír Novotný u radaru, 1961

Loď určenou pro přepravu kusového materiálu vyrobili pro Československo v Bulharsku a byla pokřtěna názvem Pionýr. Byla vybavena dvěma vznětovými motory SKL z NDR s celkovým výkonem 1470 kW se společnou převodovkou. Byla dlouhá jen 90 metrů, nosnost měla 3025 DWT. Dokázala vyvinout rychlost 11,5 uzlu a sloužilo na ní 28 členů posádky včetně kapitána. Protože měla ztížené manévrování, byla služba na ní považována za školu pro celou její posádku.
Pionýr zahájil svou službu 3. srpna 1960. Byl určen pro provoz na Černém a Středozemním moři, ale později byl přesunut na Baltské moře k přepravě dříví mezi polskými a britskými přístavy. Ještě později se plavil na Kubu či kolem Afriky do Indie.

## Vrak lodě
Při zpětné plavbě z Kuby do Evropy uvízla loď 6. srpna 1969 na korálových útesech u ostrova Mayaguana v souostroví Bahamy. Náklad i posádku se podařilo zachránit, loď zde zůstala a časem se potopila jako vrak. Z provozu byla vyřazena 13. září 1969. 
Poloha vraku lodě podle GPS je 22°28‘12‘‘N 73°08‘21‘‘W.